# Жусилей
Жусиле́й да Си́лва (порт.-браз. Jucilei da Silva; 6 апреля 1988, Сан-Гонсалу, штат Рио-де-Жанейро, Бразилия) — бразильский и палестинский футболист, опорный полузащитник.

## Клубная карьера
Первым профессиональным клубом Жусилея стал бразильский клуб «Ульбра». Вскоре игрок переходит в клуб «Малуселли» (в настоящее время клуб называется «Коринтианс Паранаэнсе»).

### Коринтианс
Там его и заметил тренер знаменитого «Коринтианса» Мано Менезес, и в 2009 году переход был оформлен приблизительно за € 2 млн. В новой команде молодой игрок сразу стал привлекаться к тренировкам основы, а 10 мая 2009 года, дебютировал за клуб в матче против «Интернасьонала». Вскоре он стал стабильным игроком основы, заняв на поле место левого опорного полузащитника.
Всего за «Коринтианс» Жусилей сыграл 101 официальный матч и забил 6 голов.

### «Анжи»

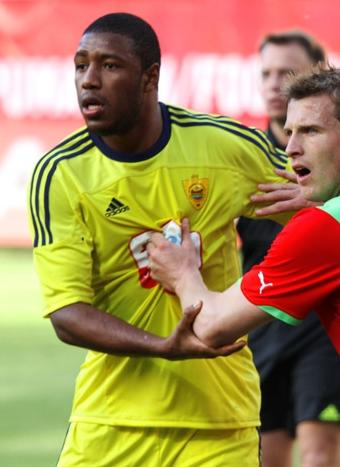
Жусилей в составе «Анжи» в 2011 г.

В феврале 2011 года игроком заинтересовался клуб российской Премьер-лиги «Анжи». 27 февраля 2011 года игрок прошёл в клубе медобследование и подписал контракт на 4 года. Сумма трансфера составляла € 10 млн. В составе «Анжи» Жусилей отличился лишь однажды — в матче против «Динамо» (1:0). Осенью 2013 года стал капитаном команды.

### «Аль-Джазира»
У игрока был ряд предложений из Бразилии («Сантос» и «Коринтианс»), Италии («Наполи» и «Интер») и Германии. Однако в январе 2014 года он предпочёл переехать играть в Объединённые Арабские Эмираты в клуб «Аль-Джазира».

## Сборная
26 июля 2010 года Жусилей дебютировал в сборной Бразилии. В команду его вызвал бывший тренер «Коринтианса» Мано Менезес, ставший новым главным тренером сборной. В первом матче команда Жусилея обыграла со счётом 2:0 сборную США. 18 ноября игрок сыграл свой второй матч в национальной команде, в котором сборная Бразилии в принципиальном матче уступила команде Аргентины 0:1.

## Статистика выступлений

### Клубная статистика
| Выступление           | Выступление      | Выступление      | Лига | Лига | Кубок страны | Кубок страны | Еврокубки | Еврокубки | Лига штата | Лига штата | Итого | Итого |
| Клуб                  | Лига             | Сезон            | Игры | Голы | Игры         | Голы         | Игры      | Голы      | Игры       | Голы       | Игры  | Голы  |
| --------------------- | ---------------- | ---------------- | ---- | ---- | ------------ | ------------ | --------- | --------- | ---------- | ---------- | ----- | ----- |
| Коринтианс Паранаэнсе | Серия А          | 2009             | 0    | 0    | 0            | 0            | 0         | 0         | 4          | 1          | 4     | 1     |
| Коринтианс Паранаэнсе | Итого            | Итого            | 0    | 0    | 0            | 0            | 0         | 0         | 4          | 1          | 4     | 1     |
| Коринтианс            | Серия А          | 2009             | 32   | 2    | 0            | 0            | 0         | 0         | 0          | 0          | 32    | 2     |
| Коринтианс            | Серия А          | 2010             | 34   | 2    | 0            | 0            | 8         | 0         | 16         | 2          | 58    | 4     |
| Коринтианс            | Серия А          | 2011             | 0    | 0    | 0            | 0            | 2         | 0         | 7          | 0          | 9     | 0     |
| Коринтианс            | Итого            | Итого            | 66   | 4    | 0            | 0            | 10        | 0         | 23         | 2          | 99    | 6     |
| Анжи                  | Премьер-лига     | 2011/12          | 28   | 1    | 1            | 0            | 0         | 0         | —          | —          | 29    | 1     |
| Анжи                  | Премьер-лига     | 2012/13          | 27   | 0    | 5            | 0            | 15        | 1         | —          | —          | 47    | 1     |
| Анжи                  | Премьер-лига     | 2013/14          | 19   | 0    | 0            | 0            | 5         | 0         | —          | —          | 24    | 0     |
| Анжи                  | Итого            | Итого            | 74   | 1    | 6            | 0            | 20        | 1         | —          | —          | 100   | 2     |
| Всего за карьеру      | Всего за карьеру | Всего за карьеру | 178  | 5    | 5            | 0            | 25        | 1         | 27         | 3          | 235   | 9     |

## Достижения
- Чемпион штата Сан-Паулу (1): 2009
- Чемпион Кубка Бразилии (1): 2009
- Бронзовый призёр чемпионата России (1): 2012/13
- Финалист Кубка России (1): 2012/13
- Вице-чемпион ОАЭ (1): 2014/15
- Финалист Кубка лиги ОАЭ (1): 2013/14

## Личная жизнь
Женат, имеет сына, которого назвал Роберт Фернандес Карвальо да Силва.